# Sergio Revah Moiseev
Sergio Revah Moiseev (Ciudad de México, 11 de marzo de 1953) es un ingeniero químico, catedrático, investigador y académico Mexicano. Se ha especializado en el área de biotecnología y en la aplicaciones tecnológicas para el mejoramiento ambiental.

## Estudios y docencia
Estudió la licenciatura en Ingeniería Química en la Universidad Nacional Autónoma de México (UNAM) la cual concluyó en 1975 y una maestría en Ciencia y Tecnología de Alimentos en la Universidad de California en Davis becado por la Organización de Estados Americanos (OEA) la cual concluyó en 1978. Viajó a Francia para cursar un doctorado en Bioprocesos en la Université de technologie de Compiègne, el cual terminó en 1983. Realizó estudios de prosgrado en el Programa de Estudios Avanzados en Desarrollo Sustentable de El Colegio de México de 1992 a 1994.
En 1976 comenzó su carrera docente como profesor asociado en la Universidad Autónoma Metropolitana Unidad Iztapalapa (UAM), desde 1989 es profesor titular. Es jefe del Departamento de Procesos y Tecnología de la UAM. Ha dirigido más de cincuenta tesis de licenciatura, maestría y doctorado.

## Investigador y académico
Ha realizado investigaciones en el área de biotecnología ambiental trabajando en proyectos sobre el tratamiento biológico de aire contaminado, biofiltros y biolavadores, eliminación de olores e hidrocarburos, biofiltros fúngicos y tratamiento de sulfuros en líquidos y aire. En 1989 colaboró para el Grupo Cydsa realizando investigaciones para resolver problemas de emisión de compuestos odoríficos en las plantas de celofán y rayón. Fue asesor del Instituto Mexicano del Petróleo. 
Es investigador nivel III del Sistema Nacional de Investigadores desde 1996. Es miembro del Consejo Consultivo de Ciencias de la Presidencia de la República. Cuenta con cinco patentes sobre procesos químicos de producción.

## Obras publicadas
Ha escrito más de noventa artículos para revistas de arbitraje nacional e internacional así como artículos de difusión. Es autor de varios capítulos de libros y libros completos. Entre sus títulos se encuentran:
- Ingeniería de las reacciones bioquímicas, en 1981.
- “Producción de forrajes por fermentación sólida” en Fermentaciones en substratos sólidos en 1982.
- “Análisis y diseño de reactores de enzimas inmovilizadas” en Tecnología enzimática en 1987.
- “Aromas y sabores” en Biotecnología alimentaria en 1993.
- “Growth of Candida utilis in Amberlite with glucose and ethanol” en Advances in Bioprocess Engineering en 1994.
- “El mercado de la biotecnología ambiental en México y las oportunidades de vinculación universidad-industria” en Fronteras en Biotecnología y Bioingeniería en 1996.
- “Biotecnología, medio ambiente y biodiversidad” en Biotecnología moderna para el desarrollo de México en el siglo XXI: retos y oportunidades en 2001.
- “Biological treatment of polluted air emissions” en Petroleum Biotechnology Developments and Perspectives en 2004.
- “Entrampamiento de un consorcio microbiano para biorremediación de acuíferos contaminados con MTBE” en Manejo metropolitano del agua en el valle de México: problemática y perspectivas de solución en 2008.

## Premios y distinciones
A lo largo de su trayectoria profesional ha recibido los siguientes premios:
- Premio en Ciencia y Tecnologías Ambientales por Ciba-Geigy.
- Premio en Ciencia y Tecnología “Manuel Noriega Morales” por la Organización de Estados Americanos (OEA) en 1993.
- Premio Nacional de Ciencias y Artes en el área de Tecnología y Diseño otorgado por la Secretaría de Educación Pública en 2010.